# 馬鞍山村

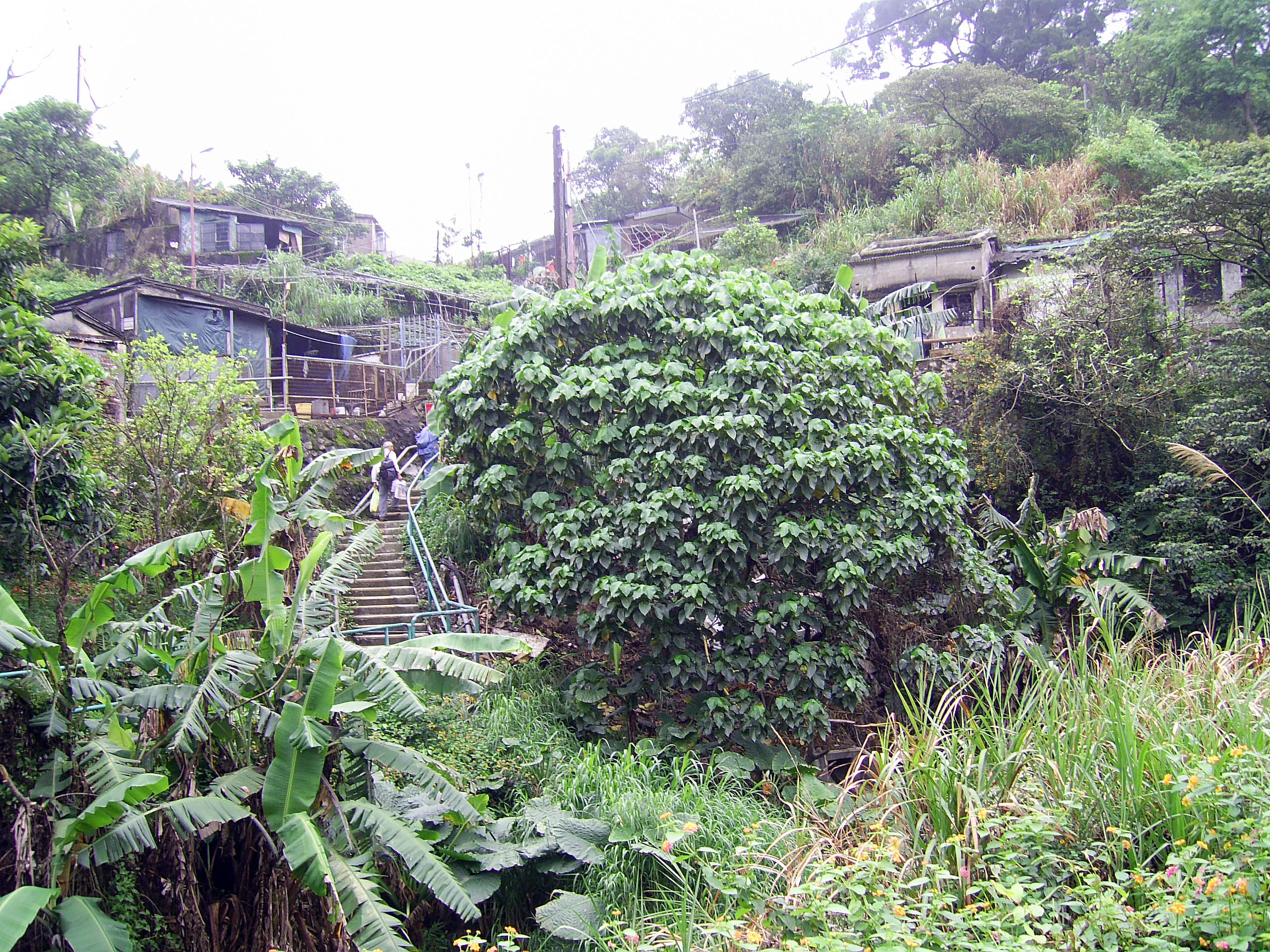
馬鞍山上村

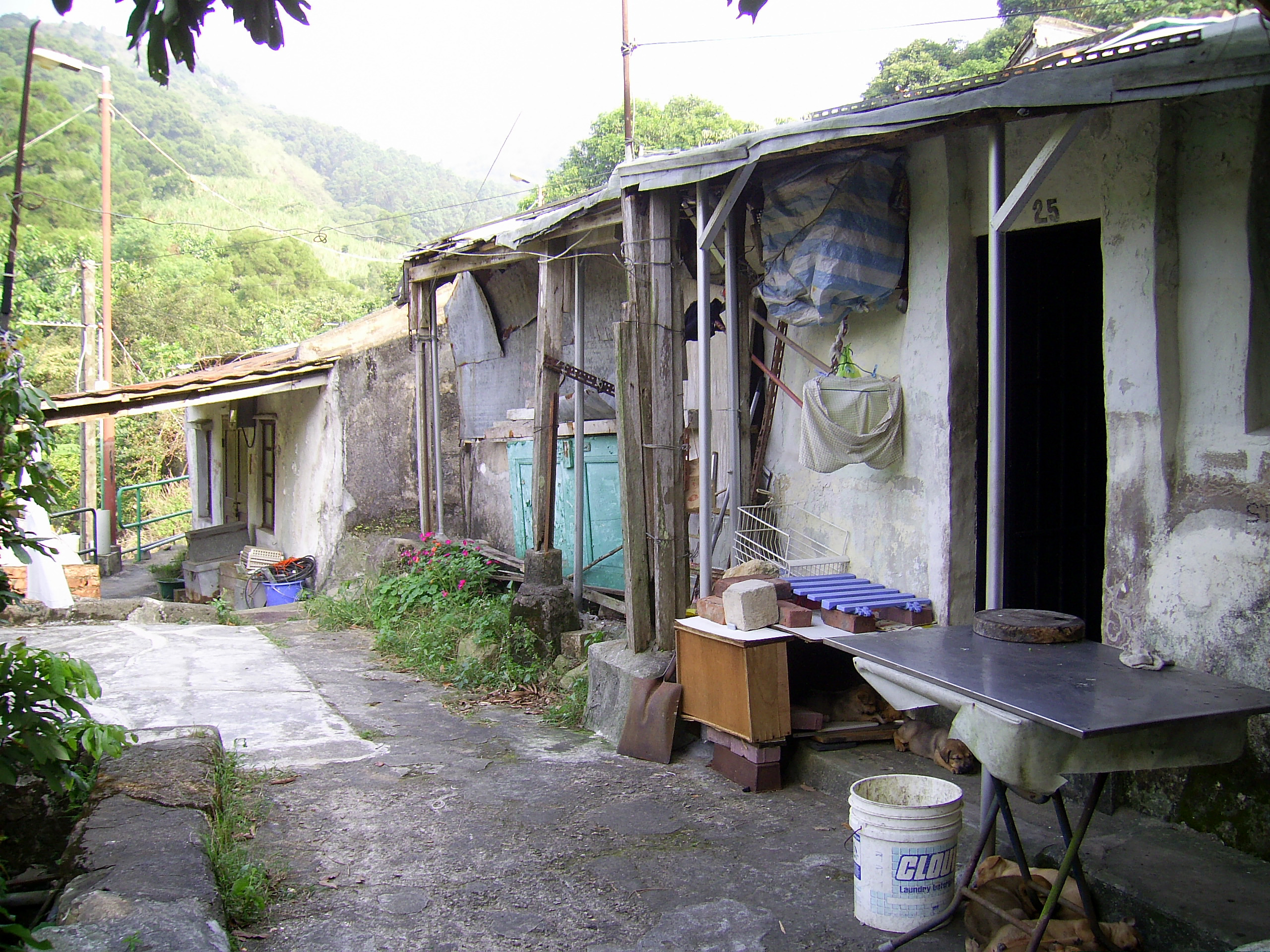
馬鞍山村簡陋的寮屋

馬鞍山村（英語：或）是香港新界馬鞍山山腰上的一條鄉村，分為馬鞍山上村及馬鞍山下村，鄰近馬鞍山郊野公園，出入依賴馬鞍山村路（又名良友路）。
新鴻基地產在馬鞍山上村與下村之間擁有大片土地，於2005年已獲城規會批准興建180幢連車房的2至3層高獨立屋。2020年6月，村民收到沙田通知指將會拆村。10月，政府刊憲將馬鞍山村發展成私人中密度住宅用地。

## 歷史
廣東溫氏最早於馬鞍山山腰建立「馬鞍山村」，又稱為「溫家村」（由清水灣大埔仔分支），村民早期主要從事耕種及斬柴，其後因採礦業的興起而破壞耕作環境，村民轉而從事其他工作。馬鞍山的礦場曾是香港礦業的龍頭，在1950、60年代，在礦藏大為開採，經濟發展才吸引工人及其家屬從各地遷入，定居於馬鞍山村，高峰期礦工連家屬多達5,000人，形成一個獨特小社區。村中的舊礦洞位於馬鞍山西南方向山坡的下半部，曾構思發展成馬鞍山礦場110礦洞主題公園。

## 礦業
早於日治時期已經有人在馬鞍山村開礦。在1940年初，有一名日本人在馬鞍山發現了鐵礦和鎢礦，隨即便進行開採。當香港經過香港日治時期重光後，一名台山人(余榮金先生)於1949年開辦了名叫「大公洋行」（英語：Mutual Trust Company）並在馬鞍山開礦。
當時「大公洋行」所採到礦石質素奇低，曾經試過開採來的是一層泥一層礦，甚至全是泥。為了提高品質，「大公洋行」委托了「釜石礦業」到馬鞍山進行調查。結果顯示，如果馬鞍山的礦場利用「釜石礦業」提供的採礦方法，含鐵量可提升達50%以上。當時「大公洋行」接納了「釜石礦業」的調查結果，提議由「釜石礦業」擔任馬鞍山礦場的技術指導，希望藉此能夠生產出高品質的礦石。
1976年中，「大公洋行」於多項負面因素下，決定結束經營馬鞍山礦場所有的業務。於1978年，政府開始計劃發展馬鞍山作為沙田新市鎮的擴建部份，所以決定不再續發採礦牌照。當時的「大公洋行」曾建議改變其礦場的土地用途，可惜不獲政府批准。政府1980年政府要求收回礦場部分土地，「大公洋行」因此而進行會議，商討如果撤離馬鞍山礦場的有關事宜。同年的3月2日，礦務處要求「大公洋行」封閉其兩條的坑道，並豎立危險警告標誌，以防有人進內。1981年5月25日，馬鞍山的採礦牌照期限正式屆滿，30年的採礦事業正式完結。年輕村民紛紛出市區謀生，村民數目逐漸減少，至今僅餘數十戶居民。

## 宗教建築
聖若瑟堂
聖方濟會比利時籍的胡文義神父在短短的三、四年之間，把小山頭夷平設立一個小教區。1952年最早建成的聖堂及神父居室、辦公室落成啟用。聖堂採用哥特式建筑，入口的山牆上有一小鐘樓，掛上一口百年銅鐘，山牆頂有十字架，尖拱門框大門，門外有一個以兩柱撐起的門廊，內部相當寬敞，在門口一邊則是一個一層樓高的告解室。聖若瑟小學校及修道院其後相繼落成。教堂一直服務至1981年才結束其歷史任務。
信義會恩光堂
香港信義會在1952年6月22日建成恩光堂，與天主堂隔著一個山頭遙遙相對，是香港信義會的第一所自建禮拜堂，最初由賈永振牧師主理。恩光堂的範圍內亦建有小學及幼稚園，直至礦場結束，大部分居民遷往市區，信義恩光小學及幼稚園於1976年8月26日宣告停辦。如今禮拜堂用作信義靜修中心及信義會恩青營。

## 出入交通

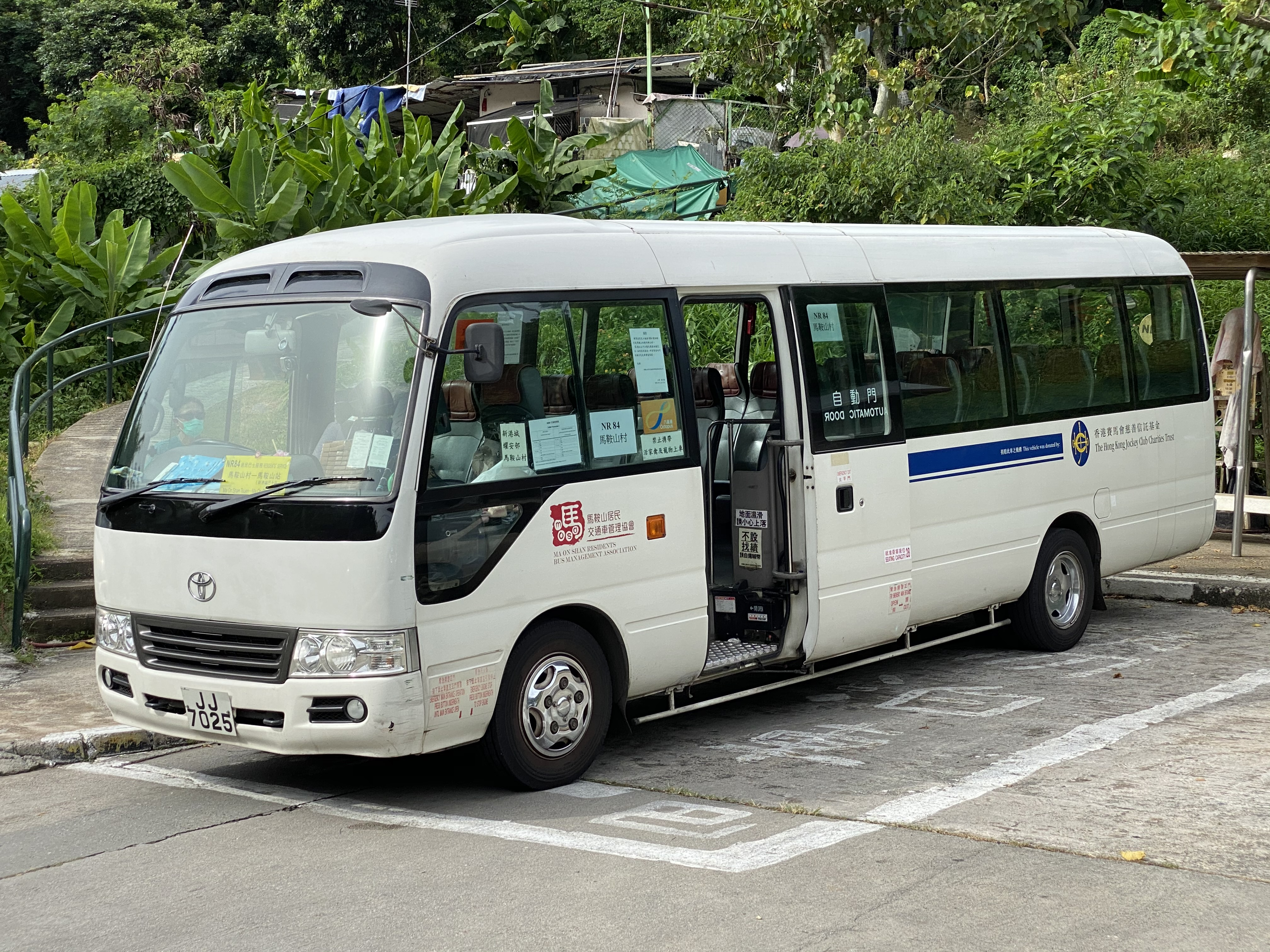
NR84號巴士來往馬鞍山村及山下的耀安邨及新港城

1970年代散居於馬鞍山村的老礦工與外界的接觸，只依靠張渤老師（1931-2001）從礦場取來的運輸車改裝而成的交通車，可容納3、40人。1979年香港賽馬會首次向馬鞍山村民捐贈一輛由貨車改裝的交通車，為村民提供服務。1985年當地天主堂的修女們募集平日的積蓄，購置了一車，將其改裝成交通車，取代破損的舊車繼續為村民服務。由於沒有向運輸署登記，經運輸署、路政署及警務處研究後，認為車輛在崎嶇不平的山路行走沒有保障，故決定於1989年停止該車行走。
當時村民為了延續這輛交通車的運作，勉力籌得20萬港元，並由香港煙草承擔重舖由馬鞍山路至山頂一段道路，居民為了紀念「何伯」的善舉，將該段路命名為「良友路」，即現時的馬鞍山村路。同時香港賽馬會再捐出46萬元購置新車、聖方濟堂捐出5萬元作行走經費，而中國街市物業發展管理則承擔新車的維修費及汽油費，並由香港政府撥款維修爛橋，於1990年3月一輛合規格的35座中型巴士開始服務。
直到1998年，由於車齡遞增而變得殘舊，沙田區議會及沙田民政事務處向香港賽馬會再申請捐贈車輛，並於2000年獲贈一輛29座的小巴。村民為方便管理，於2000年成立「馬鞍山村居民交通車管理委員會」，並註冊為非牟利團體，但因並非有限公司，無法將巴士登記於該會名下，遂以該會前主席張渤老師的名義申領巴士車牌及客運營業證。張渤老師於2001年病逝，客運巴士變成為其遺產，但他在內地的兄弟拒絕辦理承辦遺產手續，而運輸署亦不允撤銷車主登記及以另一人或有限公司的名義重新登記及營運，有關巴士服務被迫暫停。馬鞍山村居民交通車管理委員會惟有暫租用一部旅遊巴士行走舊路線，自2001年7月開始營運至2002年3月中，已虧蝕16萬餘元，由該會經費及外來捐款補貼。
2011年，交通車協會獲香港賽馬會慈善信託基金捐贈港幣$444,000，用作購置一輛全新的28座豐田Coaster行走NR84線，以接替已退役的1999年三菱Rosa，以及更換此路線的站牌。而已退役的三菱Rosa原有車牌JJ7025，則重新套用於新投入服務的豐田Coaster上。 

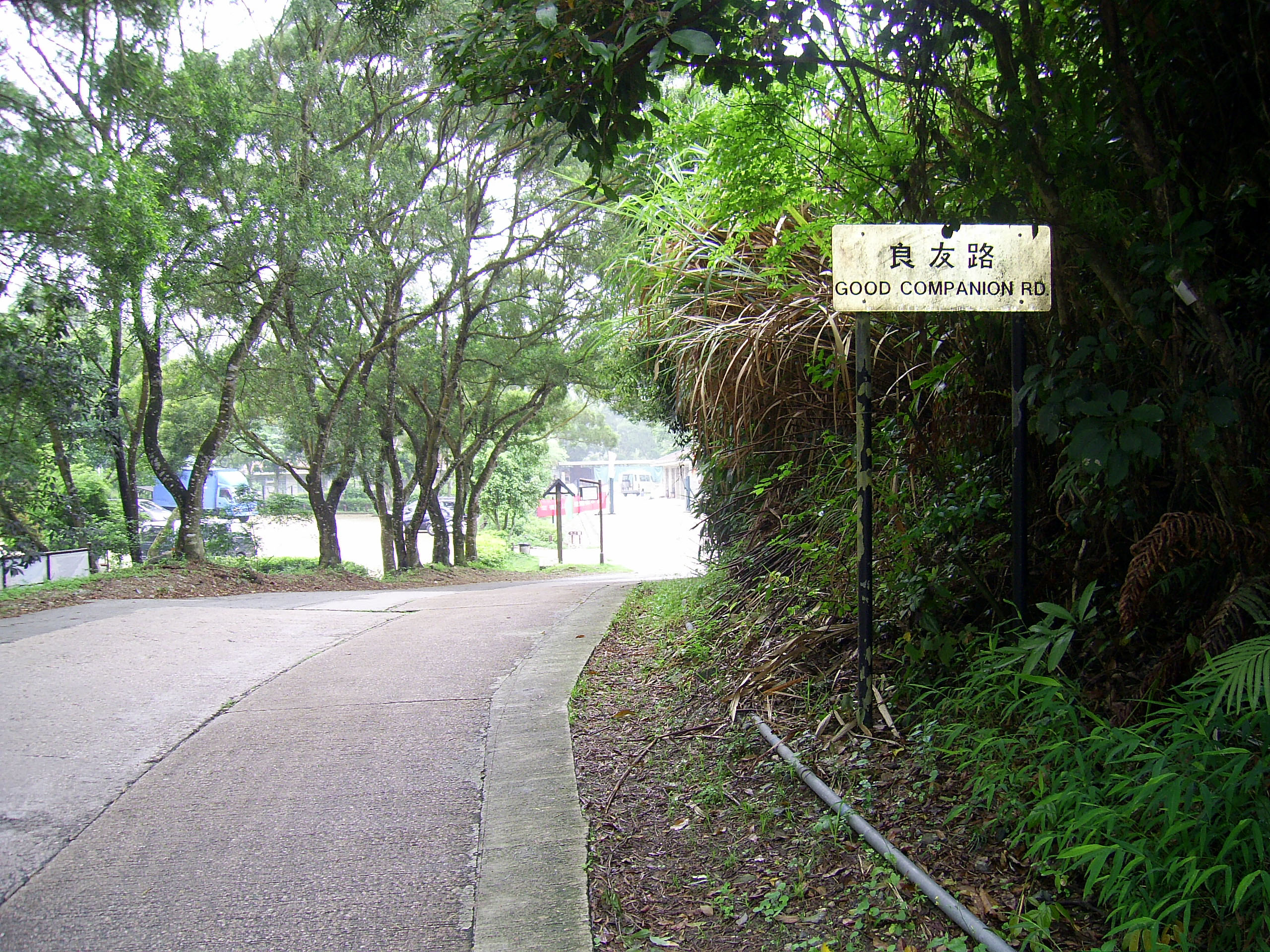
非正式的名稱「良友路」
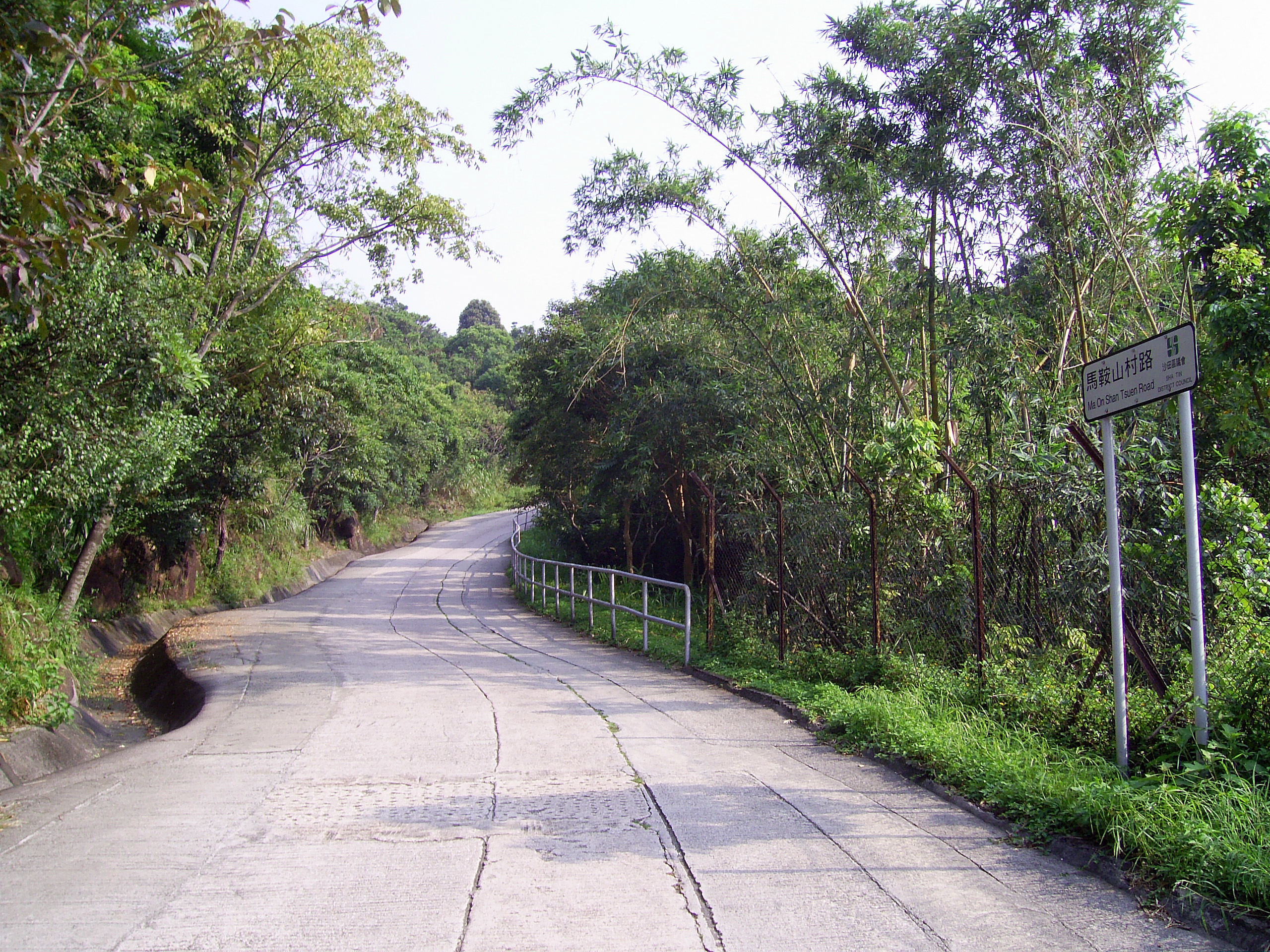
正式稱為「馬鞍山村路」
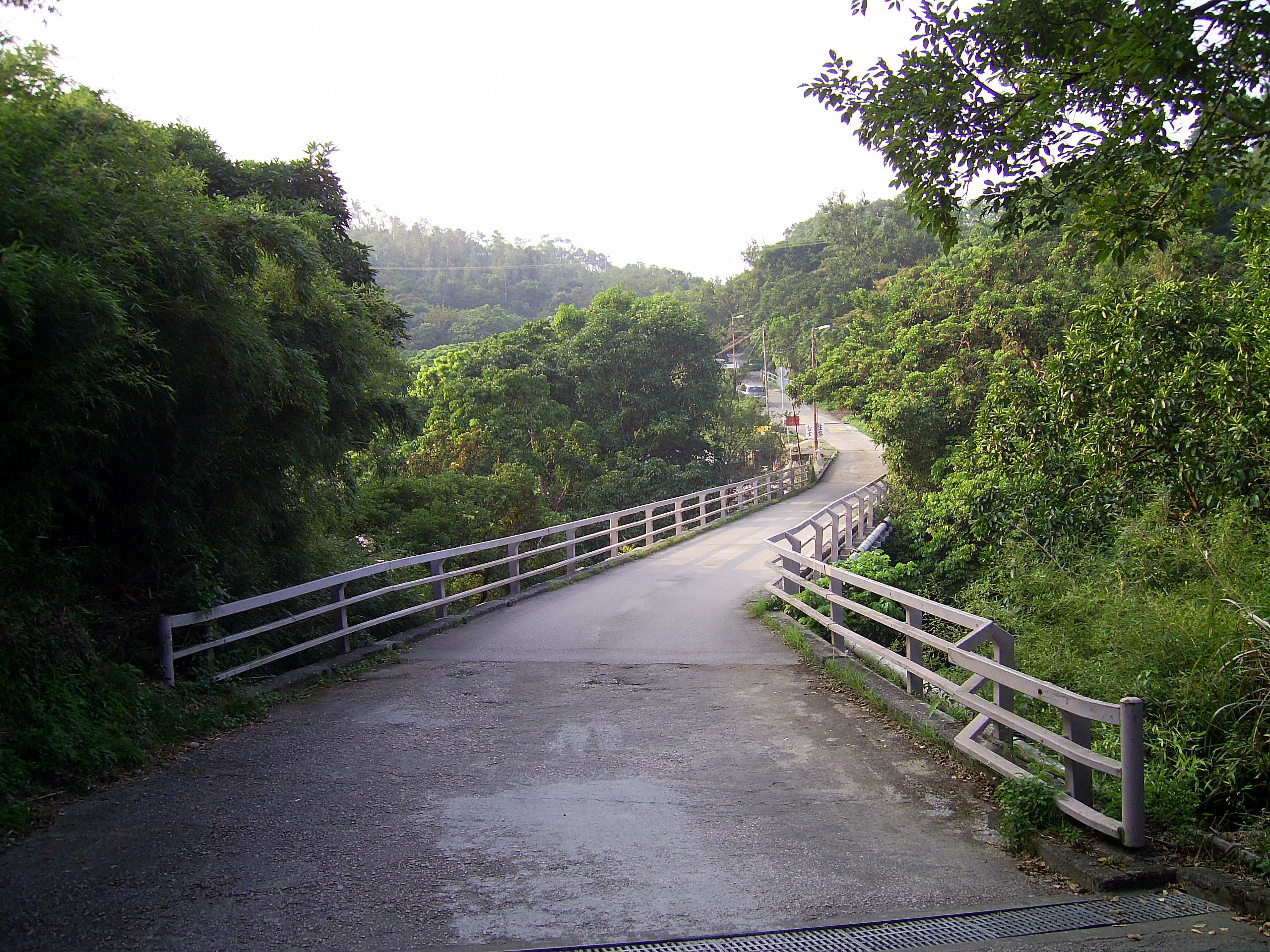
馬鞍山村路橋
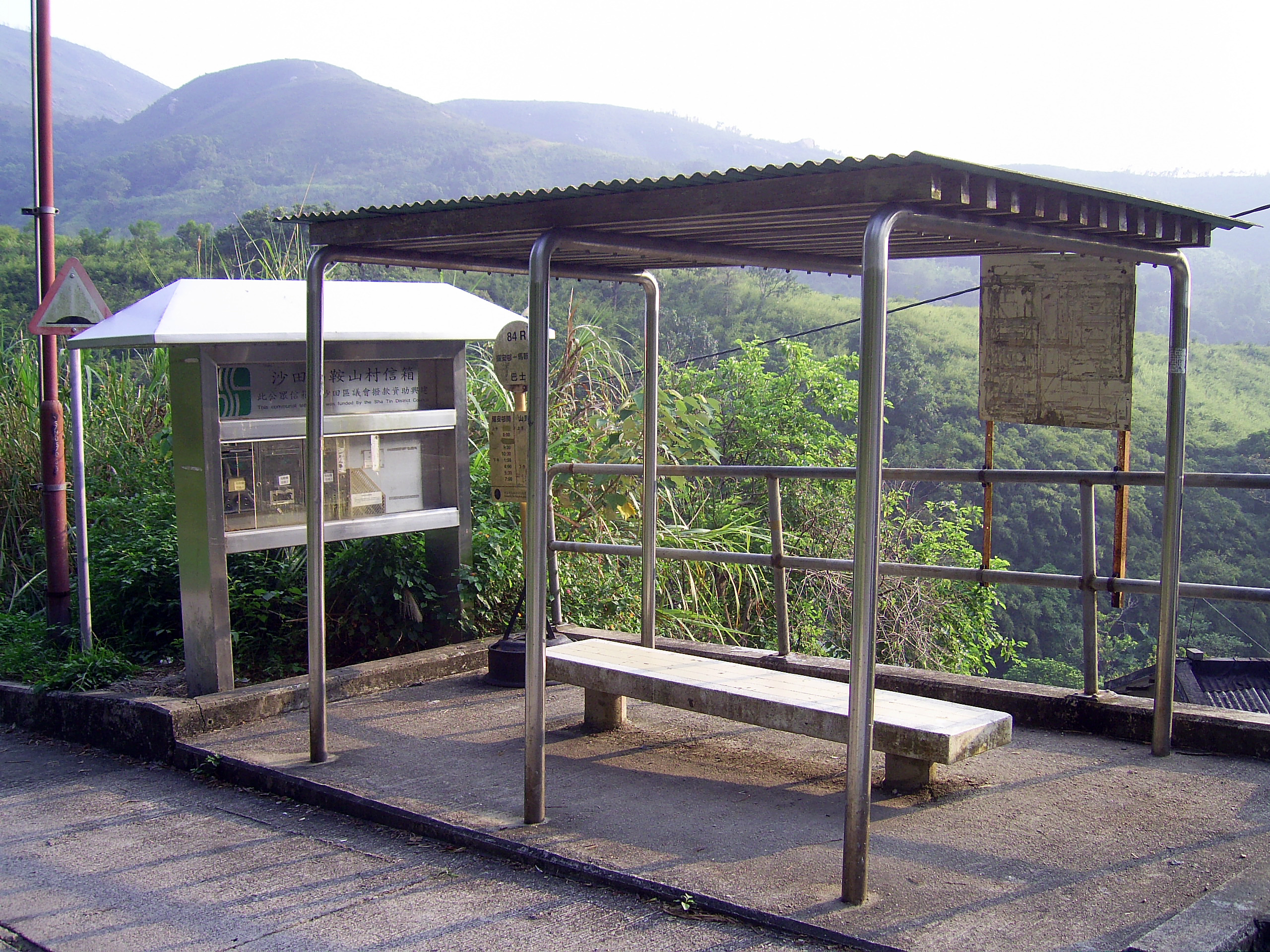
馬鞍山下村巴士站

## 註腳
1. ↑  . msn.com. 2005-12-10 accessdate=2009-10-19 （中文（香港））. [永久]
2. ↑  . 蘋果日報. 2020-12-06. （原始内容存档于2020-12-08） （中文（繁體））. （页面存档备份，存于）
3. ↑  .   [2014-10-26]. （原始内容存档于2016-01-06）. （页面存档备份，存于）